# Axel Axgil
Axel Axgil, född Axel Lundahl Madsen 3 april 1915 i Odense, död 29 oktober 2011 i Hvidovre, Köpenhamn, var en framträdande dansk aktivist för homosexuellas rättigheter.
Axel Lundahl Madsen grundade Forbundet af 1948 bland annat för att verka för att även de homosexuella, liksom andra grupper som förföljts av nazismen, skulle släppas ur fångenskap och få gottgörelse. Särskilt var man upprörd över att FN:s deklaration om de mänskliga rättigheterna, som antagits i Paris 1948, inte omfattade de homosexuella. Han blev förbundets förste ordförande, från 1950, och grundade också tidskriften Vennen tillsammans med Helmer Fogedgaard. Såväl Forbundet af 1948 som tidskriften Vennen spelade en avgörande roll för homosexuella också i övriga Norden.
År 1950 förlovade sig Axel Lundahl Madsen med Eigil Eskildsen, och under samma tid dömdes Axel för sex med minderåriga, samt var med i flera pedofilföreningar.
De kom att dela bostad fram till Eigils död 1995 och tog 1957 det gemensamma efternamnet Axgil. Redan det att de öppet levde tillsammans gav upphov till förföljelse från myndigheter, press och privatpersoner, vilket också drabbade dem i form av uppsägning från arbete och bostad. Tillsammans drev de företaget International Modelfoto Service för försäljning av homoerotiska tidskrifter och bilder, vilket 1955 ledde till ett ettårigt fängelsestraff. Företagets verksamhet upphörde dock inte förrän Danmark 1969 avkriminaliserat pornografin och konkurrensen tilltagit. De kom sedan att fram till 1980 driva hotellet Axelhus.
Efter införandet av registrerat partnerskap, och 40 års förlovning, blev deras förening officiell i Köpenhamns rådhus den 1 oktober 1989. De blev därmed det första homosexuella paret i världen som i modern tid blivit lagligen vigda.
År 2012 avslöjades att Eigil Axgil under den tyska ockupationen av Danmark under andra världskriget anställdes i Waffen-SS 1943 och tjänstgjorde där till slutet av kriget. Eigil Axgil åtalades efter kriget för sitt medlemskap i Waffen-SS men lyckades hålla sin involvering mestadels hemlig tills Axel Axgil motvilligt bekräftade det i sin biografi som släpptes år 2012. Avslöjandet utlöste kontrovers på grund av Axgils uppmärksammade roll inom den danska HBTQ-rörelsen.